# Јункерс J.2
Јункерс J.2 је немачки ловачки авион. Авион је први пут полетео 1916. године.

Највећа брзина авиона при хоризонталном лету је износила 185 km/h.
Распон крила авиона је био 11,75 метара, а дужина трупа 7,45 метара. Празан авион је имао масу од 1018 килограма. Нормална полетна маса износила је око 1165 килограма. Био је наоружан са до 100 кг бомби.

## Наоружање
| Наоружање авиона: Јункерс      |                         |
| Ватрено (стрељачко) наоружање  |                         |
| Топ                            |                         |
| Митраљез                       |                         |
| Бомбардерско наоружање (бомбе) |                         |
| Укупна маса                    | борбени терет до 100 кг |
| Ракетно наоружање (ракете)     |                         |